# HijackThis
HijackThis (nazwa czasami skracana do HJT) – program komputerowy do usuwania szkodliwego oprogramowania przeznaczony na platformę Windows. Został stworzony przez Merijna Bellekoma, a następnie sprzedany firmie Trend Micro.

## Sposób używania
Program HijackThis pozwala wygenerować log (raport) w postaci niezakodowanego tekstu, a następnie zablokować lub usunąć większość wpisów. Niedoświadczonym użytkownikom radzi się być ostrożnym lub zajrzeć do pomocy podczas usuwania/blokowania wpisów.
Popularnym rozwiązaniem jest wysłanie raportu na forum, gdzie doświadczeni użytkownicy pomagają określić, które wpisy powinny być usunięte. Istnieją również automatyczne narzędzia internetowe, które analizują wygenerowane raporty i dostarczają informacji o potrzebie zablokowania.
Późniejsze wersje programu HijackThis są wyposażone również w inne narzędzia, takie jak menedżer zadań.